# Giulio Strozzi

Lo stemma degli Strozzi

Giulio Strozzi, noto anche con lo pseudonimo di Luigi Zorzisto (Venezia, 1583 – Venezia, 31 marzo 1652), è stato un poeta italiano, librettista operante a Venezia nella prima metà del XVII secolo.

## Biografia
Figlio naturale (poi legittimato) di Roberto Strozzi e parente del condottiero fiorentino Piero Strozzi, iniziò gli studi a Venezia e poi studiò legge all'Università di Pisa. Si trasferì poi a Roma, e quindi a Padova ed Urbino prima di far ritorno a Venezia intorno alla metà degli anni 1620. La sua produzione letteraria comprende poesie, testi teatrali, ma soprattutto libretti di opere, la nuova forma di teatro in musica che si sviluppò a Venezia nei primi anni del XVII secolo. Collaborò molto assiduamente con il compositore Claudio Monteverdi scrivendo i libretti per le opere, La finta pazza Licori (1627), Proserpina rapita (1630) e per diversi sonetti. L'ultimo suo libretto, Veremonda, venne musicato dal compositore Francesco Cavalli nel 1652.
Compose il suo libretto più celebre per La finta pazza (1641) di Francesco Paolo Sacrati. Il soggetto si rifà all’Achilleide di Stazio, ma accoglie scene derivate dalla tradizione comica, in primis la simulata pazzia della protagonista.
Negli anni trascorsi a Roma intrattenne una relazione amorosa con la celebre cortigiana Fillide Melandroni. Commissionò al Caravaggio un ritratto di costei, andato poi perduto in un incendio alla fine della seconda guerra mondiale ed oggi noto solo grazie alle riproduzioni fotografiche del quadro. 
Fu padre adottivo della compositrice Barbara Strozzi (forse sua figlia illegittima).